# Harald Böhling-Petersen
Harald Böhling-Petersen (født 30. november 1939, død 19. februar 2001) var en dansk maler og kunstner. Han var uddannet maler og gik på Teknisk skole hvor han fik sølvmedalje i 1960. Han har haft udstillinger over hele verden, heriblandt USA, Finland, og Belgien, samt udsmykket Kjøbenhavns Boldklubs (1971) anlæg og KB-Hallen (1988). Böhling-Petersen rejste til Grækenland 3-4 måneder hver sommer siden 1978, og mange af kunstværkerne forestiller og trækker inspiration fra den græske natur. Det er ikke kendt hvor mange malerier Harald Böhling-Petersen nåede at male i sine omtrent 45 år som aktiv kunstner.
Han havde i mange år et tæt samarbejde med historikeren og forfatteren Hans Mølbjerg. Deres samarbejde kan blandt andet ses i digtsamlingen "Græsk dag" (1982) af Hans Mølbjerg, med illustrationer af Böhling-Petersen. Et af digtene i samlingen, "Græsk landskab", er endda inspireret af et af hans malerier.

## Historie
Harald Böhling-Petersen blev uddannet som maler og gik på Teknisk skole hvor han fik sølvmedalje i 1960. Han foretog studierejser til Stockholm i 1961 og 1962, og var siden 1978 i Grækenland 3-4 måneder hver sommer.

### Liv som kunstner
Harald Böhling-Petersen havde sin første separat-udstilling allerede som 22-årig. Som 28-årig blev han medstifter af kunstnergruppen Pol 66.
Harald en flittig udstiller, og udstillede oftest sine værker hvert andet år, i Den frie Udstillingsbygning. Desuden plejede Böhling-Petersen sine grafiske interesser, i kunstnergruppen "18. november". Han lavede adskillige udsmykningsopgaver i både ind- og udland. Han er mest kendt var udsmykningen af Kjøbenhavns Boldklubs anlæg. I 1998 udkom bogen Hellas, en samling af Böhling-Petersens akvareller fra Grækenland og egne digte, hvor det lyriske sind kom til udtryk i både billeder og ord.

### Kunstnerisk inspiration
Harald Böhling-Petersens maleri og grafik var i 1970'erne inspireret af planteformer, der senere abstraheredes til mere generelle former. Omkring 1980 flyttede Böhling-Petersen interessen i retning af naturalistiske landskabsbilleder, i olie og akvarel. Motiverne blev hentet i den græske natur, hvis skiftende lys og milde farver han omsatte til sværmeriske og sarte billeder. Var udpræget landskabsmaler og især havet havde en stor plads i hans hjerte, hvad enten det var Middelhavet eller Vesterhavet.